# Roger Ilegems
Roger Ilegems (Niel, 13 de desembre de 1962) és un ciclista belga, ja retirat, que va combinar la pista amb la ruta. Com a ciclista amateur va prendre part en els Jocs Olímpics de 1984 de Los Angeles on es va proclamar campió olímpic en puntuació.
Poc després va passar al professionalisme, on va córrer fins al 1991 en equips belgues menors. Va guanyar algunes curses menors, com el Gran Premi Marcel Kint de 1986 o l'Elfstedenronde de 1988.

## Palmarès en pista
- 1981
  -  Campió de Bèlgica amateur en Persecució per equips
- 1984
  -  Medalla d'or als Jocs Olímpics de Los Angeles en Puntuació

## Palmarès en ruta
- 1986
  - 1r al Gran Premi Marcel Kint
- 1988
  - 1r a la Gullegem Koerse
  - 1r a l'Elfstedenronde

### Resultats al Tour de França
- 1988. Fora de control (12a etapa)

### Resultats a la Volta a Espanya
- 1988. 113è de la classificació general